# Cantharidus parcipictus
Cantharidus tenebrosus là một loài ốc biển which has a shell with a pearly interior. It is là động vật thân mềm chân bụng sống ở biển trong họ Trochidae, họ ốc đụn or top shells, and được tìm thấy ở Otago, South Island, New Zealand.

## Hình ảnh

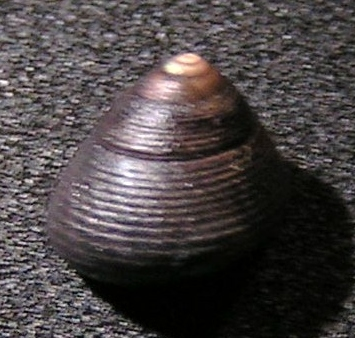